# Коул-Сентер (Пенсільванія)
Коул-Сентер (англ. Coal Center) — місто (англ. borough) в США, в окрузі Вашингтон штату Пенсільванія. Населення — 110 осіб (2020).

## Географія
Коул-Сентер розташований за координатами 40°4′12″ пн. ш. 79°54′4″ зх. д. / 40.07000° пн. ш. 79.90111° зх. д. (40.070033, -79.901166).  За даними Бюро перепису населення США в 2010 році місто мало площу 0,36 км², з яких 0,29 км² — суходіл та 0,06 км² — водойми.

## Демографія
Згідно з переписом 2010 року, у селищі мешкало 139 осіб у 65 домогосподарствах у складі 23 родин. Густота населення становила 390 осіб/км².  Було 83 помешкання (233/км²).
Расовий склад населення:
| - 92,8 % — білих - 2,9 % — чорних або афроамериканців - 0,7 % — азіатів |

До двох чи більше рас належало 3,6 %. Частка іспаномовних становила 0,0 % від усіх жителів.
За віковим діапазоном населення розподілялося таким чином: 11,5 % — особи молодші 18 років, 72,7 % — особи у віці 18—64 років, 15,8 % — особи у віці 65 років та старші. Медіана віку мешканця становила 25,1 року. На 100 осіб жіночої статі у селищі припадало 117,2 чоловіків;  на 100 жінок у віці від 18 років та старших — 119,6 чоловіків також старших 18 років.
За межею бідності перебувало 37,3 % осіб, у тому числі 57,1 % дітей у віці до 18 років та 0,0 % осіб у віці 65 років та старших.
Цивільне працевлаштоване населення становило 34 особи. Основні галузі зайнятості: мистецтво, розваги та відпочинок — 41,2 %, роздрібна торгівля — 23,5 %, освіта, охорона здоров'я та соціальна допомога — 11,8 %, публічна адміністрація — 5,9 %.